# 法比奥·巴西莱
法比奥·巴西莱（1994年10月7日—）是一名意大利柔道选手。他在2016年夏季奧林匹克運動會中获得男子66公斤級柔道金牌。這是意大利的第200枚夏季奧運金牌。